# Ergasilus mosulensis
Ergasilus mosulensis is een eenoogkreeftjessoort uit de familie van de Ergasilidae. De wetenschappelijke naam van de soort is voor het eerst geldig gepubliceerd in 1982 door Rahemo.